# Alternative Airplay
Alternative Songs (auparavant appelé Modern Rock Tracks et Hot Modern Rock Tracks) est un classement musical établi par le Billboard magazine depuis le 10 septembre 1988. Ce classement établit chaque semaine la liste des 40 chansons les plus jouées sur les stations de radio de rock alternatif. Sa création était dictée par l'explosion du rock alternatif qui a eu lieu à la fin des années 1980, afin d'accompagner le classement Mainstream Rock Tracks.
Le classement a été renommé Alternative Songs à compter du 20 juin 2009 après que Billboard a absorbé Radio & Records, qui possédait un classement similaire nommé Alternative au lieu de Modern Rock.

## Méthode
Basé uniquement sur le temps de diffusion à la radio, environ 80 stations de radio ont été en permanence surveillées en 2008 à l'aide du BDS (Broadcast Data Systems) Nielsen.
Chaque semaine, les chansons sont classées à partir du nombre de diffusions avec leur efficacité d'audience. Celle-ci est basée sur le temps exact de diffusion et les données d'audience de chaque station établies par la société Arbitron.

## Records
- Artistes avec le plus de chansons classées numéro 1 :

Red Hot Chili Peppers (11) ;
Green Day (9) ;
U2 (8) ;
Linkin Park (8) ;
Foo Fighters (7) ;
R.E.M. (6),
- Artistes avec le plus de chansons dans le top 5 :

Green Day (17) ;
Foo Fighters (13) ;
Linkin Park (13) ;
U2 (13) ;
Red Hot Chili Peppers (11).
- Artistes avec le plus de semaines en tant que numéro 1 :

Red Hot Chili Peppers (81) ;
Linkin Park (61) ;
Foo Fighters (53) ;
Green Day (50) ;
R.E.M. (31) ;
U2 (31).
- Trois chansons ont débuté directement à la première place :

What's the Frequency, Kenneth? de R.E.M. (1994) ;
Dani California de Red Hot Chili Peppers (2006) ;
What I've Done de Linkin Park (2007).
- Dave Grohl a été au sommet de ce classement avec quatre groupes différents : Nirvana, Foo Fighters,Queens of the Stone Age, et Nine Inch Nails.

- Le record de longévité d'une chanson dans ce classement est détenu par The Kill by Thirty Seconds to Mars[2].

- L'album Meteora de Linkin Park a inscrit le plus de numéro 1 avec cinq chansons, sur un album qui en comprend treize.

- La chanson qui a mis le plus de temps à atteindre la première place après son entrée au classement est 1901 de Phoenix, avec une première place acquise le 20 février 2010, soit 31 semaines après son apparition[3].

- Headstrong de Trapt a été le morceau alternatif le plus joué sur les radios participant au classement entre 2000 et 2009[4].

- Quatre chansons sorties sur un label indépendant ont atteint la première place de ce classement[3] :

Come Out and Play du groupe Offspring ;
What It's Like de Everlast ;
Panic Switch de Silversun Pickups ;
1901 de Phoenix.